# Ängshagen öst
Ängshagen öst är en bebyggelse norr om Svanesund på östra Orust i Långelanda socken i Orusts kommun. Från 2015 avgränsade SCB bebyggelsen som gemensam med Ängshagen, men 2023 klassades som en separat småort.  